# 栃木県道177号上久我栃木線
栃木県道177号上久我栃木線（とちぎけんどう177ごう かみくがとちぎせん）は、栃木県鹿沼市から栃木市に至る一般県道である。

## 概要

### 路線データ
栃木県告示に基づく起終点および経過地は次のとおり。
- 起点 : 栃木県鹿沼市上久我（栃木県道240号石裂上日向線・栃木県道280号入粟野引田線交点）
- 終点 : 栃木県栃木市川原田町（栃木県道37号栃木粟野線交点）
- 重要な経過地 : なし
- 総延長 : 29.231km[2]
- 実延長 : 27.265km[2]

## 歴史

### 年表
- 1961年（昭和36年）4月1日 - 一般県道として認定。
- 2013年（平成25年）4月1日 - 栃木市（旧栃木市・西方町・大平町・藤岡町・都賀町）の合併により、栃木県道177号線上久我都賀栃木線から栃木県道177号線上久我栃木線と名称が変更になる[1]。
- 2019年（平成31年）3月22日 - 南摩ダム建設に伴う付替道路として、南摩工区の一部区間 (2.7 km) が開通[3]。
- 2021年（令和3年）9月5日 - 南摩工区の一部区間 (3.8 km) 開通により、南摩工区 (6.5 km) が全線開通[3]。これにより、旧道は市道格下げ・一部通行止めとなった。

## 路線状況

### 交通量
24時間自動車類交通量（台/日）
- 鹿沼市上南摩町：1,284
- 鹿沼市西沢町662-2：1,885
- 鹿沼市北半田1060番地付近：1,411
- 栃木市西方町元1111番地付近：2,185

### 重複区間
- 栃木県道280号入粟野引田線（鹿沼市上久我）
- 栃木県道337号下日向粟野線（鹿沼市上南摩町）
- 国道293号（栃木市西方町本城 - 西方町元）
- 栃木県道3号宇都宮亀和田栃木線（栃木市西方町本城 - 西方町元）

## 地理

### 通過する自治体
- 栃木県
  - 鹿沼市 - 栃木市

### 交差する道路
| 交差する道路                            | 交差する道路                       | 交差点名 | 交差点名           |
| --------------------------------------- | ---------------------------------- | -------- | ------------------ |
| 栃木県道240号石裂上日向線               | 栃木県道240号石裂上日向線          | 鹿沼市   | （上久我地内）     |
| -                                       | 栃木県道337号下日向粟野線          | 鹿沼市   | （上南摩町地内）   |
| 栃木県道337号鹿沼粟野線                 | -                                  | 鹿沼市   | （上南摩町地内）   |
| 栃木県道15号鹿沼足尾線                  | 栃木県道15号鹿沼足尾線             | 鹿沼市   | （西沢町地内）     |
| 栃木県道307号深程楡木線                 | 栃木県道307号深程楡木線            | 鹿沼市   | （北半田地内）     |
| -（屈折）                               |                                    | 栃木市   | 工業団地東         |
| 国道293号 栃木県道3号宇都宮亀和田栃木線 | -（屈折）                          | 栃木市   | 工業団地入口       |
| 栃木県道3号宇都宮亀和田栃木線           | -                                  | 栃木市   | 西方小学校前歩道橋 |
| -（屈折）                               | 国道293号                          | 栃木市   | 西方中前           |
| 栃木県道307号深程楡木線                 | 栃木県道307号深程楡木線            | 栃木市   | 桜内十字路         |
| 栃木県道37号栃木粟野線（粟野街道）      | 栃木県道37号栃木粟野線（粟野街道） | 栃木市   | （川原田町地内）   |